# Sara Eggesvik
Sara Kristine Bantan Eggesvik (* 29. April 1997 in Bodø) ist eine in Norwegen geborene philippinische Fußballspielerin.

## Karriere

### Vereine
In ihrer Jugend spielte sie beim Grand Bodø IK und wurde im Jahr 2014 mit 17 Jahren in den Kader der ersten Mannschaft übernommen. In ihren gut fünf Jahren dort absolvierte sie über hundert Ligaeinsätze für ihr Team. Im Januar 2019 schloss sie einen Vertrag mit dem englischen Championship-Klub Charlton Athletic ab. Nach nur vier Einsätzen wurde sie aber zurück nach Bodø verliehen. Im August, zum Start der Saison 2019/20 kehrte sie nach England zurück und kam bis zum folgenden Januar noch einige Male zum Einsatz. Danach wechselte sie wieder fest nach Norwegen, diesmal zu KIL/Hemne. Dort spielte sie bis Februar 2022, bevor sie sich Malvik IL anschloss. Seit Ende Januar 2023 steht sie erneut bei KIL/Hemne unter Vertrag.

### Nationalmannschaft
In der norwegischen U19 sowie später der U23 kam sie je zweimal zum Einsatz.
Nach einigen Jahren ohne weiteren Einsatz wurde sie im Juni 2022 von der philippinischen A-Nationalmannschaft im Vorfeld der Südostasienmeisterschaft 2022 zu einem Trainingslager eingeladen. Ihr Debüt hatte sie am 24. Juni 2022 bei einem 3:0-Sieg gegen Bosnien und Herzegowina, wo sie ein Tor von Sarina Bolden vorbereitete.
Am 9. Juli 2023 wurde sie in den Kader für die Weltmeisterschaft 2023 berufen.